# Ropoča
Ropoča je naselje v Občini Rogašovci. Leži na jugozahodnem robu gričevnatega Goričkega v Prekmurju, kjer se griči polagoma začnejo spuščati v prostrano  prekmursko ravnico, ki sega vse od Lendavskih goric na levi strani preko Murske Sobote v sredini in Slovenskih goric v ozadju do Radgonskega kota in Pohorja na skrajni desni. Zaradi prisojnih leg so tu ugodne razmere za rast vinske trte in sadnega drevja. Vas se razprostira z vzhoda proti zahodu od Vadarec do Gerlinec (ok. 3,5 km), s severa proti jugu pa od Pertoče in Motovilec proti Kraščem (ok. 1 km). Tako  obsega približno 3,5km2, od tega 20% površine zavzemajo mešani gozdovi, ostalo so travniki, polja, vinogradi, sadovnjak. V njej živi v 50 naseljenih hišah okrog 250 ljudi. Leži v Krajinskem parku Goričko in spada pod upravo  občine Rogašovci in v krajevno skupnost Pertoča. Zaradi svoje obrobne lege je ena izmed redkih vasi, ki  mejijo na tri sosednje občine (Cankova, Puconci, Grad).

## Delitev
Vas je razdeljena na tri glavne zaselke, ki se razprostirajo čez tri hribe in tri doline (smer slemenitve je sever-jug), katere  namakata reka in dva potoka. To sta reka Ledava in potok Lukaj , ki se tu tudi združita in se oba skupno izlijeta v akumulacijsko Ledavsko jezero, ter potok Črnec, ki teče po istoimenski dolini med Ropočo in Gerlinci (ta v zadnjih letih ob poletni suši presahne). Gledano od vzhoda proti zahodu je prvi zaselek Pretmar, ki obsega prisojno stran vzhodnega hriba do slemena in meje z Vadarci ter dolino do Ledave, kjer se začne dvigovati iz močvirnatega sveta osrednji hrib (začetek slaveškega hriba).Ob vznožju zahodnega hriba je  zaselek Ves, na slemenu zahodnega hriba pa zaselek Vrh (tu se nahaja vaška kapela). Na prisojni strani zahodnega hriba proti dolini potoka Črnec leži romski zaselek. 
Na slemenih bregov in prisojnih legah najdemo nasade vinske trte in sadnega drevja (Vrh, Pretmar), v dolinah pa prevladujejo travniki (Ledavska dolina) in njive (dolina potoka Črnec). Velik pečat pokrajini daje Ledavsko jezero s poraščenim močvirnatnim svetom (vrba, jelša, močvirske rastline...).

## Izvor imena
Ime Ropoča naj bi po ustnem izročilu izhajalo že iz davne preteklosti. To izročilo pravi, da je po tej dolini tekla reka, katere struga je bila blizu današnje glavne regionalne ceste Cankova-Kuzma. To je bila današnja reka Ledava, ki pa danes teče bolj po sredini doline. Na njej naj bi bil postavljen mlin, ki je noč in dan ropotal, in po tem ropotanju je področje dobilo ime Ropoča. 
Vendar so glede imen, ki jih je imela vas v zgodovini zapisana, dejstva, ki govorijo, da je ob popisu mejnih objektov zemljišča Lyndwa leta 1208, v lasti grofa Nikolaja, zapisano tudi sedem imen naselbin, ki jih je grof  kupil od grofa Hendrika. Med temi sedmimi vasmi najdemo tudi ime Radowanfalua alio nomine Rupertfalua ali Radovanova oz. Rupreča vas (prvi zapis leta 1366). Glede na zgodovinske vire lahko z gotovostjo trdimo, da je to prvo omenjeno in zapisano ime za vas.To območje je tvorilo pražupnijo Svetega Jurija, kar je zapisano v vizitacijskih zapiskih iz leta 1627 in 1698, kjer lahko zasledimo, da se vas že omenja kot Ropocsa in spada v župnijo Sveti Jurij. V njej je živelo 86 prebivalcev, od katerih so bili samo štirje odrasli katoličani, ostalo pa so bili protestanti.  To je bilo obdobje reformacije, ko so med prebivalci v vsaki vasi aktivno delovali reformatorski veljaki, ki so razširjali Trubarjeva dela. V tem času so v te kraje vdirali tudi Turki, tako da so prebivalci morali dajati dajatve razen tedanji zemljiški gosposki še njim. To obdobje se počasi konča po bitki pri Monoštru leta 1664, ko je krščanska vojska premagala Turke in jih potisnila globlje na Balkan.

## Vera
Verska podoba vasi in okoliških krajev se je začela spreminjati leta 1725 s sklepom šopronskega deželnega zbora, ki je močno omejil vpliv reformacije, zato so prebivalci teh krajev začeli množično prehajati nazaj v katoliško cerkev. Na to kaže tudi dejstvo, da danes v vasi ni nobenega prebivalca protestantske veroizpovedi. 
V kasnejšem obdobju za časa Avstro-Ogrske in med madžarsko okupacijo 1941-1945 se je vršila močna madžarizacija in zato v tem obdobju zasledimo vas pod imenom Retalas.
Ropoča je spadala v prvih letih cerkvenoupravno v pražupnijo Sveti Jurij in je tudi po spremembah meja te župnije ostala vse do leta 1808 v njej. Šele leta 1808, ko je sombotelski škof z dekretom določil današnje meje župnije Svete Helene na Pertoči in priključil k tej župniji tudi Ropočo, je postala čisto slovenska in so vaščani začeli hoditi k maši na Pertočo. Sedaj v vasi stoji tudi Kapela Srca Jezusovega

## Vojni
Nad vaščane so se hudi časi zgrnili v obdobju med letoma 1914-1918, ko je na raznih bojiščih prve svetovne vojne v Avstro-Ogrski uniformi ugasnilo kar šestnajst življenj fantov in mož iz vasi. V drugi svetovni vojni (1939-1945) sta padla dva vaščana. Ob koncu vojne v začetku aprila 1945 so tu potekali boji med rusko Rdečo armado in umikajočimi se enotami nemške vojske. V teh bojih je bilo zadetih več domačij in ena od njih je tudi v celoti pogorela. 

## Prebivalstvo in napredek
Prebivalci vasi so se skozi vso obdobje preživljali zgolj s kmetijstvom, zato so živeli v pomanjkanju in revščini. Šele obdobje po drugi svetovni vojni je prineslo hiter razvoj in prebivalci so se začeli zaposlovati v industriji in ostalih dejavnostih doma in v tujini. 
Leta 1956 se je celotno območje vasi elektrificiralo. Okrog leta 1965 je prišlo do gradenj vaških vodovodov, v letih 1975-1979 pa do gradnje akumulacijskega Ledavskega jezera, ki je radikalno spremenilo podobo naše vasi.Leta 1988 se je izgradilo telefonsko omrežje, nato pa sledi v devetdesetih letih pospešeno asfaltiranje vaških cest. Leta 1998 pride do gradnje novega gasilskega doma prostovoljnega gasilskega društva Ropoča, ki je že od ustanovitve leta 1933 gonilna sila družabnega življenja vaščanov.